# Euseboides plagiatus
Euseboides plagiatus là một loài bọ cánh cứng trong họ Cerambycidae.